# Edificio del Servicio Nacional de Aduanas (Valparaíso)
El Edificio del Servicio Nacional de Aduanas es una edificación ubicada en el plan de la ciudad chilena de Valparaíso, específicamente al inicio de la calle Esmeralda, frente al Reloj Turri, cuando esta calle cambia el nombre por el de Cochrane. Por su emplazamiento en la calle Esmeralda, a veces también suele llamarse Edificio Esmeralda, como otros edificios ubicados en las cercanías.
Fue construido en 1928 como edificio financiero, en medio del Sector Bancario y justo en el límite de la actual Zona Típica dependiente del Consejo de Monumentos Nacionales. Perteneció al Banco Central de Chile, hasta que en 1995 fue adquirido por el Servicio Nacional de Aduanas, el cual tiene su sede nacional en la Plaza Sotomayor de Valparaíso, y su sede regional en el antiguo Edificio de la Aduana de Valparaíso. En la actualidad alberga a las subdirecciones Administrativa, de Informática y de Recursos Humanos del Servicio Nacional de Aduanas.

## Historia
El edificio fue diseñado por los arquitectos Aquiles Landoff y Renato Schiavon en 1925, y construido en 1928 por encargo del Banco Central de Chile, en medio del centro financiero de Valparaíso en ese entonces. En 1995 fue adquirido por el Servicio Nacional de Aduanas.
En 2010 se inició un proyecto de recuperación del edificio, pero este se vio detenido producto del terremoto del 27F. En 2016, a partir de un plan nacional de mejoras en los edificios de aduanas, se reactivó este proyecto, de modo que en 2018 se remodeló su fachada. En esta ocasión, el edificio, que estaba pintado de un color blanco crema, fue impermeabilizado y pintado de un color rosa, para continuar la gama de colores de los edificios colindantes. Asimismo, se restauró también el sector de su escalera con pomo de bronce. Con una inversión de $1 808 millones de pesos, se logró además ampliar su superficie en 1 181 metros cuadrados adicionales, al conectar cada uno de sus niveles a través de pasillos con los de un nuevo edificio de cinco pisos, construido en un terreno baldío aledaño al edificio. Este nuevo edificio conserva su fachada de inicios del siglo XX y permite albergar a 80 funcionarios desde abril de 2019.

## Arquitectura e inmobiliario
Este edificio tiene elementos de art déco, movimiento arquitectónico muy popular en el mundo occidental durante los años 1920 y 1930, que representó una transición del historicismo o romanticismo a la arquitectura moderna. Por lo tanto, constituye un fiel referente del contexto económico, industrial y arquitectónico que vivía la ciudad puerto en aquellos años.
El edificio todavía mantiene sus techos y pilares adornados de acuerdo al art déco, así como una escalera con pomo de bronce, entre otras acabadas terminaciones de la época.